# Krynky
Krynky (ukrainisch Кринки; russisch Крынки) ist ein unbewohntes Dorf in der ukrainischen Oblast Cherson.
Das 1785 gegründete Dorf liegt 29 km östlich vom ehemaligen Rajonzentrum Oleschky und 37 km östlich der Oblasthauptstadt Cherson am Ufer der Konka. Südlich der Ortschaft verläuft die Fernstraße M 16.
Am 12. Juni 2020 wurde das Dorf ein Teil der Stadtgemeinde Oleschky; bis dahin war es Teil der Landratsgemeinde Kosatschi Laheri (Козаче-Лагерська сільська рада/Kosatsche-Laherska silska rada) im Norden des Rajons Oleschky.
Seit dem 17. Juli 2020 ist es ein Teil des Rajons Cherson.

## Ukraine-Krieg
Im Zuge der Zerstörung des Kachowka-Staudamms im Sommer 2023 kam es zur Überflutung des Ortes. Am 30. Oktober 2023 wurde der Ort im Verlauf der Ukrainischen Gegenoffensive von ukrainischen Truppen besetzt. 
Im Juli 2024 wurde bekannt, dass sie es einige Wochen zuvor geräumt hatten. 
Präsident Selenskyj warf dem Verantwortlichen für die amphibische Landungsoperation bei Krynky Generalleutnant Jurij Sodol fahrlässige Befehle vor, die zu hohen Verlusten geführt haben sollen, und entließ ihn als Befehlshaber der kombinierten Streitkräfte.